# Список губернаторов Нидерландской Новой Гвинеи
Список губернаторов Нидерландской Новой Гвинеи содержит имена губернаторов в период с 1949 по 1962 год.

## Высший представитель Нидерландов по гражданским голландско-индийским делам
- Октябрь 1944 — август 1945: Раден Абдулкадир Виджоатмоджо[нидерл.].

## Резиденты
- Август 1945 — 29 декабря 1949: Ян Питер Карел ван Эхауд[нидерл.][1].

## Губернаторы
- 29 декабря 1949 — 8 февраля 1950: Ян Питер Карел ван Эхауд[нидерл.];
- 8 февраля 1950 — 24 апреля 1953: Стефан Люсьен Йозеф ван Варденбюрг[нидерл.];
- 24 апреля 1953 — 31 марта 1958: Ян ван Бал[нидерл.];
- 31 марта 1958 — 1 мая 1958: Ян Христоффел Барспюл (исполняющий обязанности[2]);
- 1 мая 1958 — 28 сентября 1962: Питер Йоханнес Платтел[нидерл.][3];
- 28 сентября 1962 - 1 октября 1962: Хенк Велдкамп (исполняющий обязанности).

## Председатель Совета делегатов
- 23 апреля 1963 — 1 мая 1963: Тонтье Месет.